# Goodwell
Goodwell é uma cidade  localizada no estado norte-americano de Oklahoma, no Condado de Texas.

## Demografia
Segundo o censo norte-americano de 2000, a sua população era de 1192 habitantes.
Em 2006, foi estimada uma população de 1135, um decréscimo de 57 (-4.8%).

## Geografia
De acordo com o United States Census Bureau tem uma área de
3,1 km², dos quais 3,1 km² cobertos por terra e 0,0 km² cobertos por água.

## Localidades na vizinhança
O diagrama seguinte representa as localidades num raio de 36 km ao redor de Goodwell.